# Clécy
Clécy település Franciaországban, Normandiában, Calvados megyében. A „Normann-Svájc fővárosa” néven is ismert. Lakosainak száma 1301 fő (2022. január 1.). Clécy Le Bô, Cossesseville, Saint-Denis-de-Méré, Saint-Lambert, Saint-Rémy, Le Vey, La Villette, Pont-d’Ouilly és Condé-en-Normandie községekkel határos.

## Fekvése
Franciaország északnyugati részén, az Orne folyó mellett, Normann-Svájc közepén, mintegy 35 km-re Caen-tól délre fekvő település.

## Története
Clécy nevét 860-ban említették először az oklevelekben. Amikor 1790-ben Franciaországban kantonokat hoztak létre, Clécy kantoni székhely lett. Ez a helyzete az 1801-es átszervezés után megszűnt.
Clécy gazdag történelmi emlékekben. Kastélyai közül a Château de la Landelle az egyik legrégebbi.
A település környékén sok festő is megfordul, közülük Camille Pissarro, Georges Jules Moteley és André Hardy is festett tájképeket Clécy körül.

## Nevezetességek
- Clécy városközpontja
- A La Landelle kastély a falu egyik legrégebbi műemléke.
- Rochers des Parcs
- Pain de sucre
- Musée Hardy (Hardy Múzeum)
- Musée du chemin de fer miniatűr (miniatűr vonatok múzeuma)
- Manoir de Placy (16. század)
- Eglise St Pierre (Szent Péter templom) (15. század)
- Clécy Viadukt (1866)

## Galéria

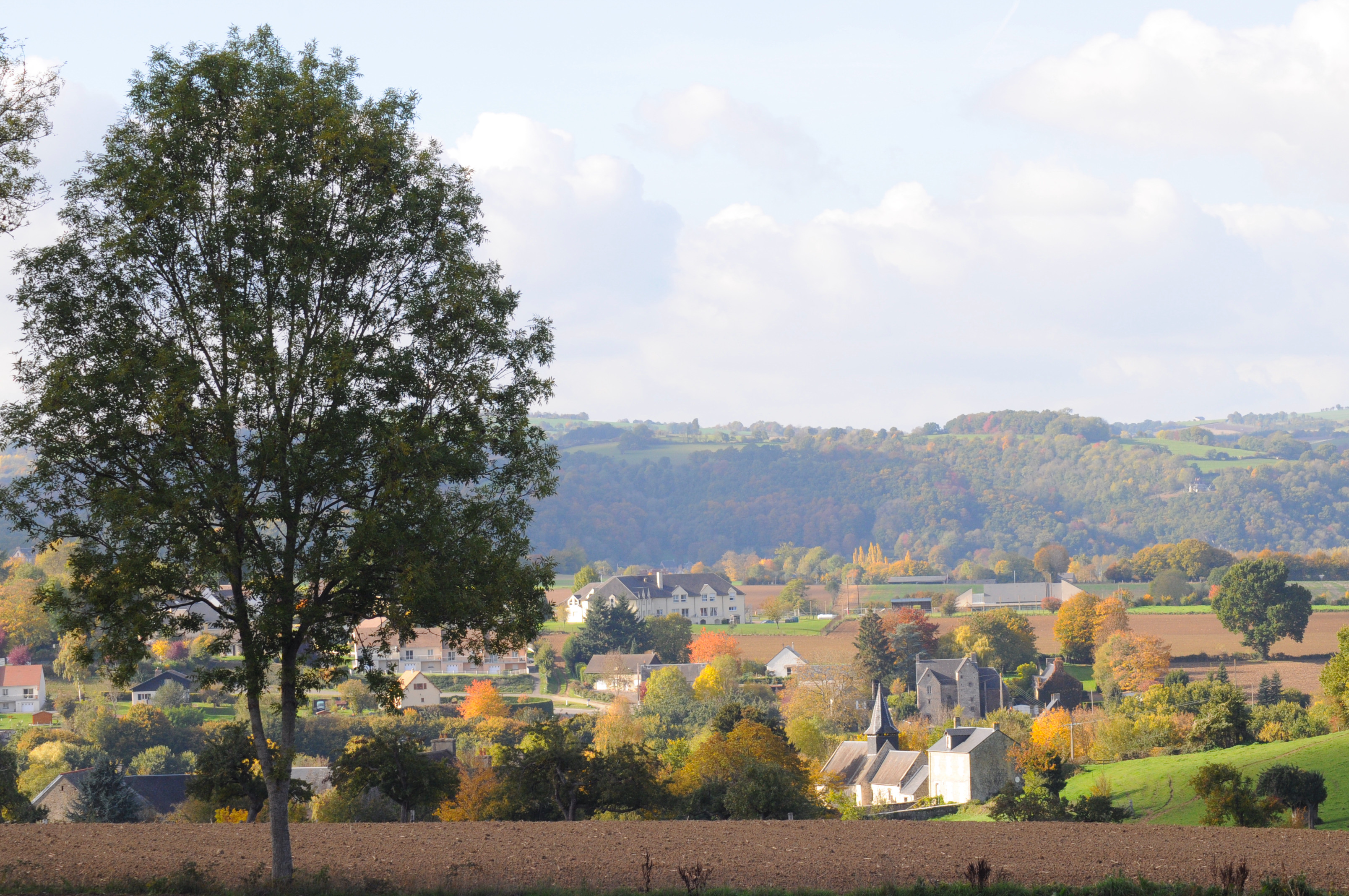
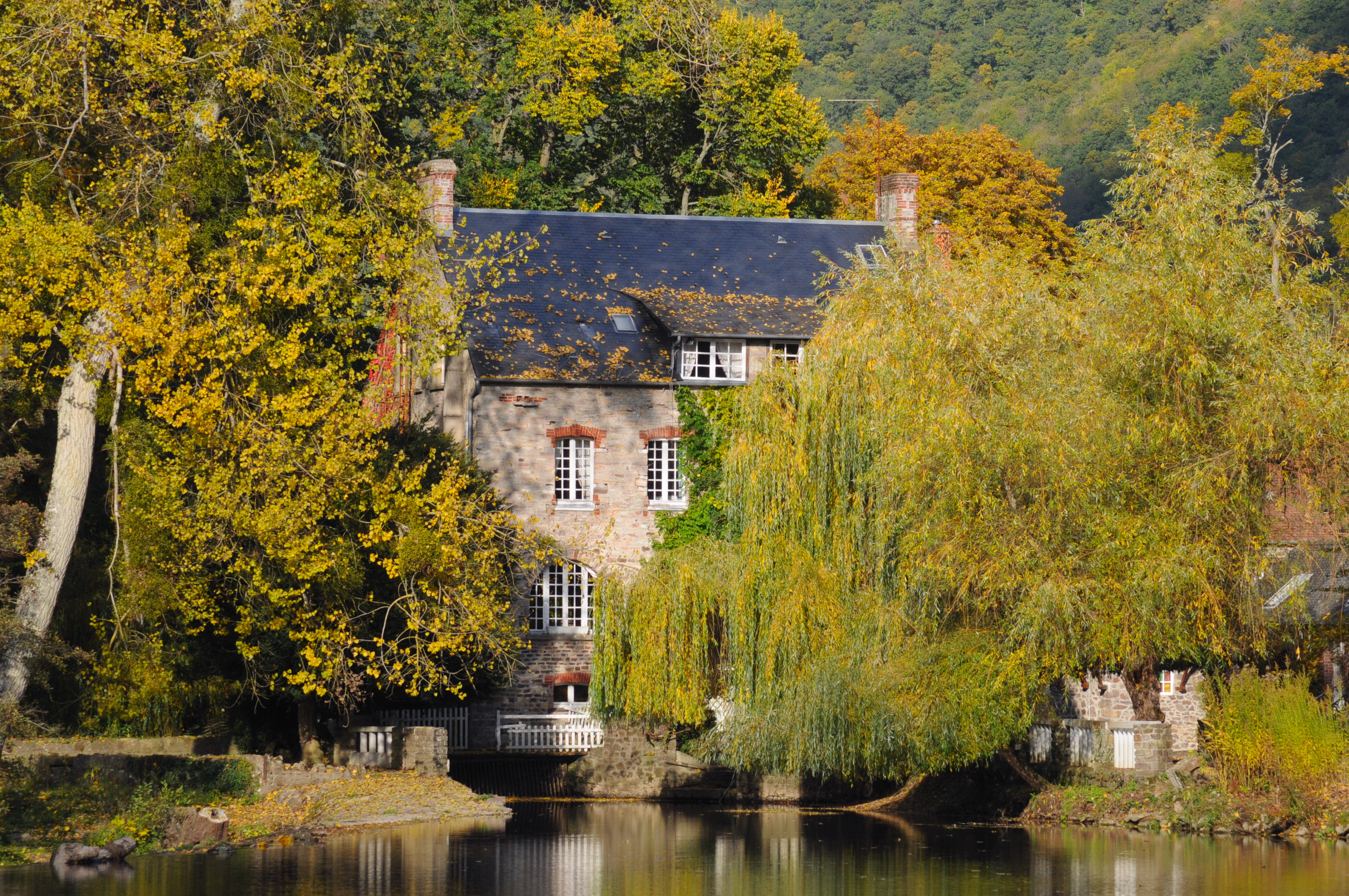
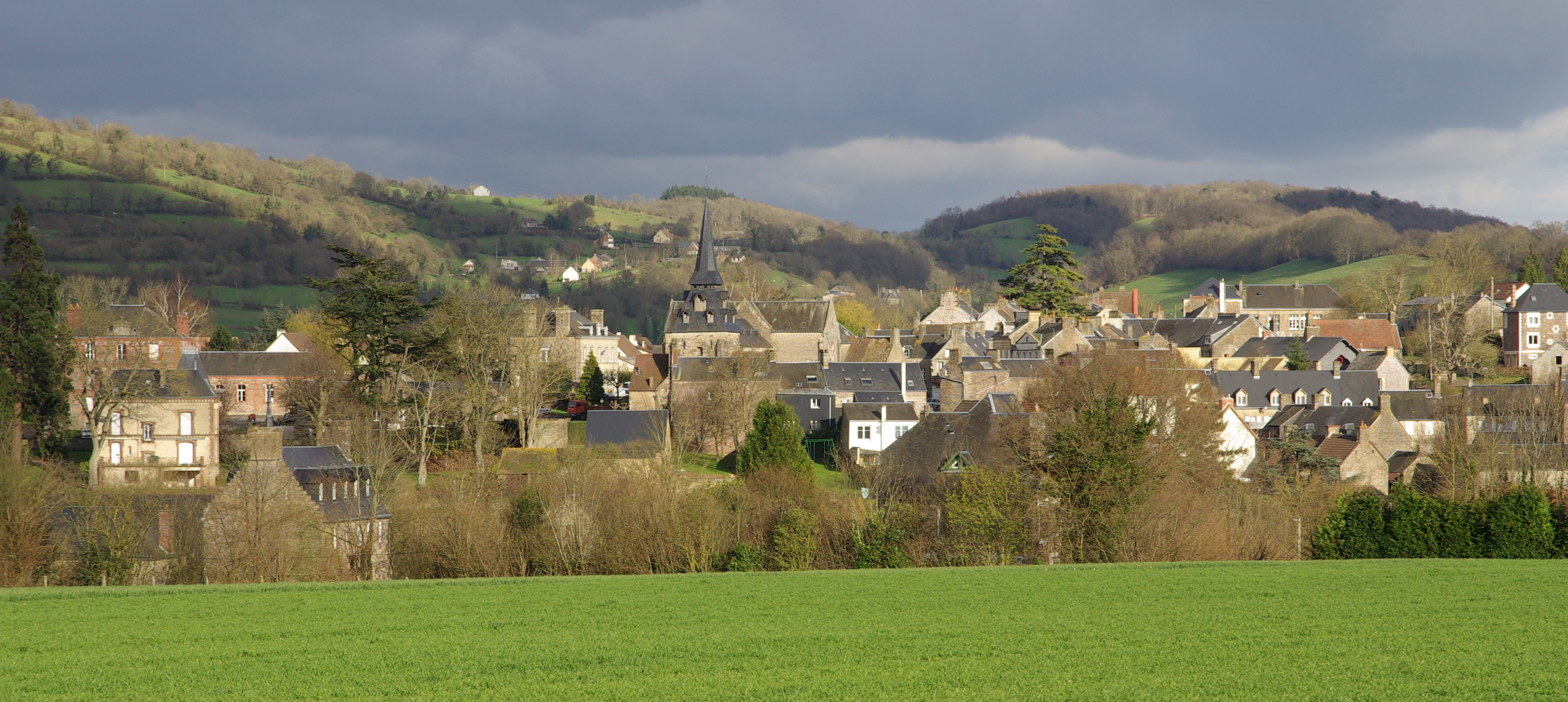
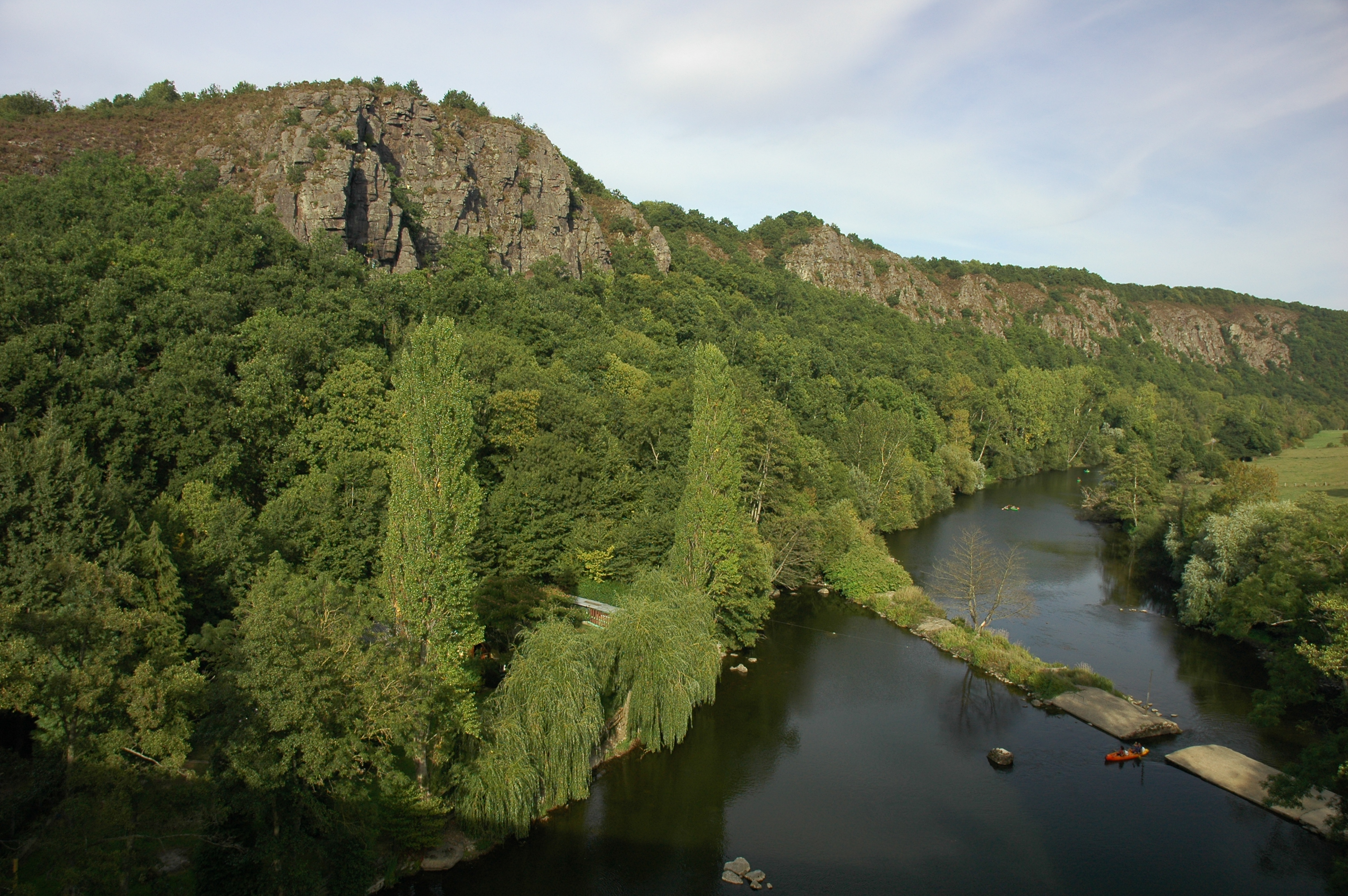
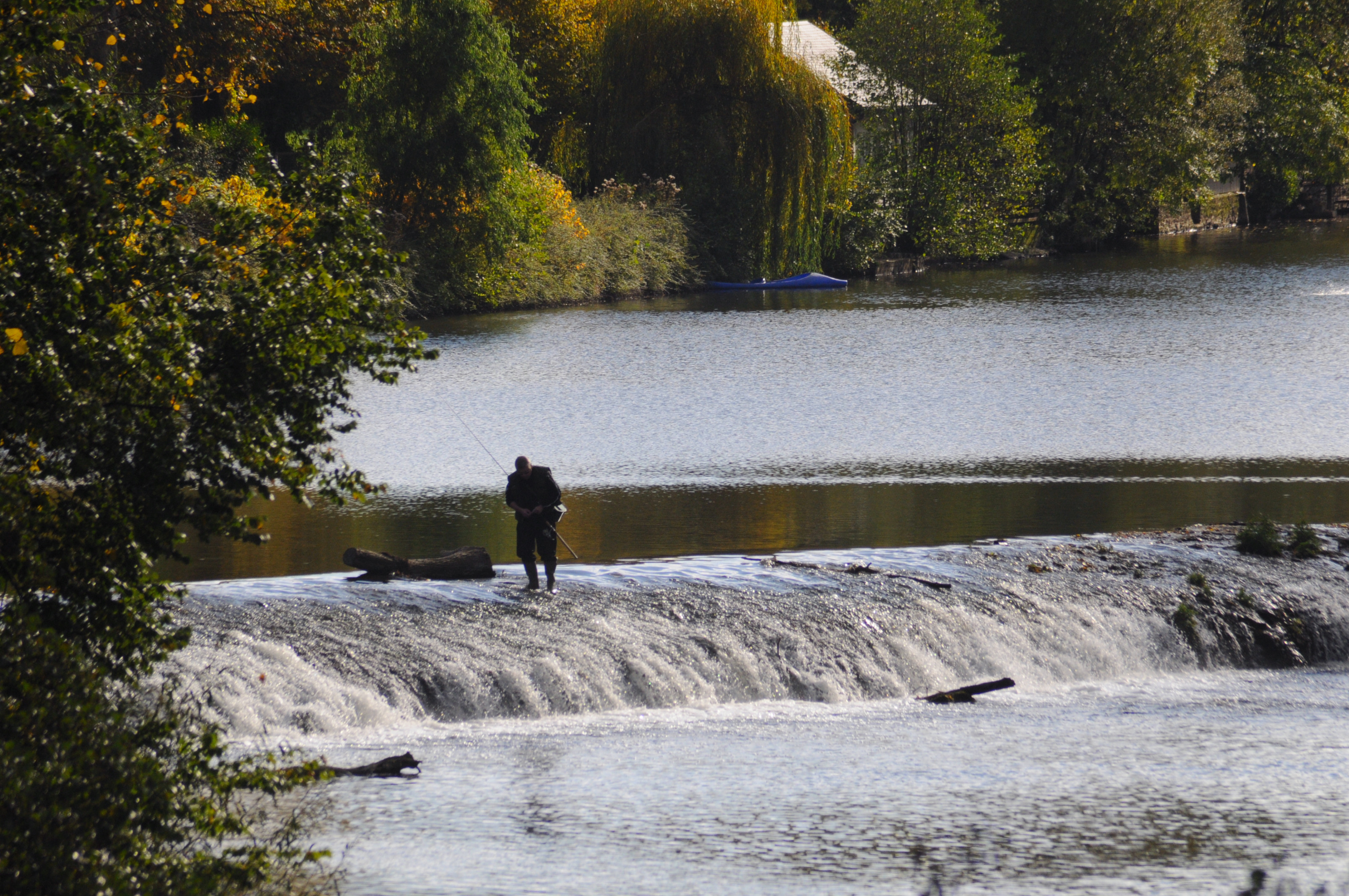
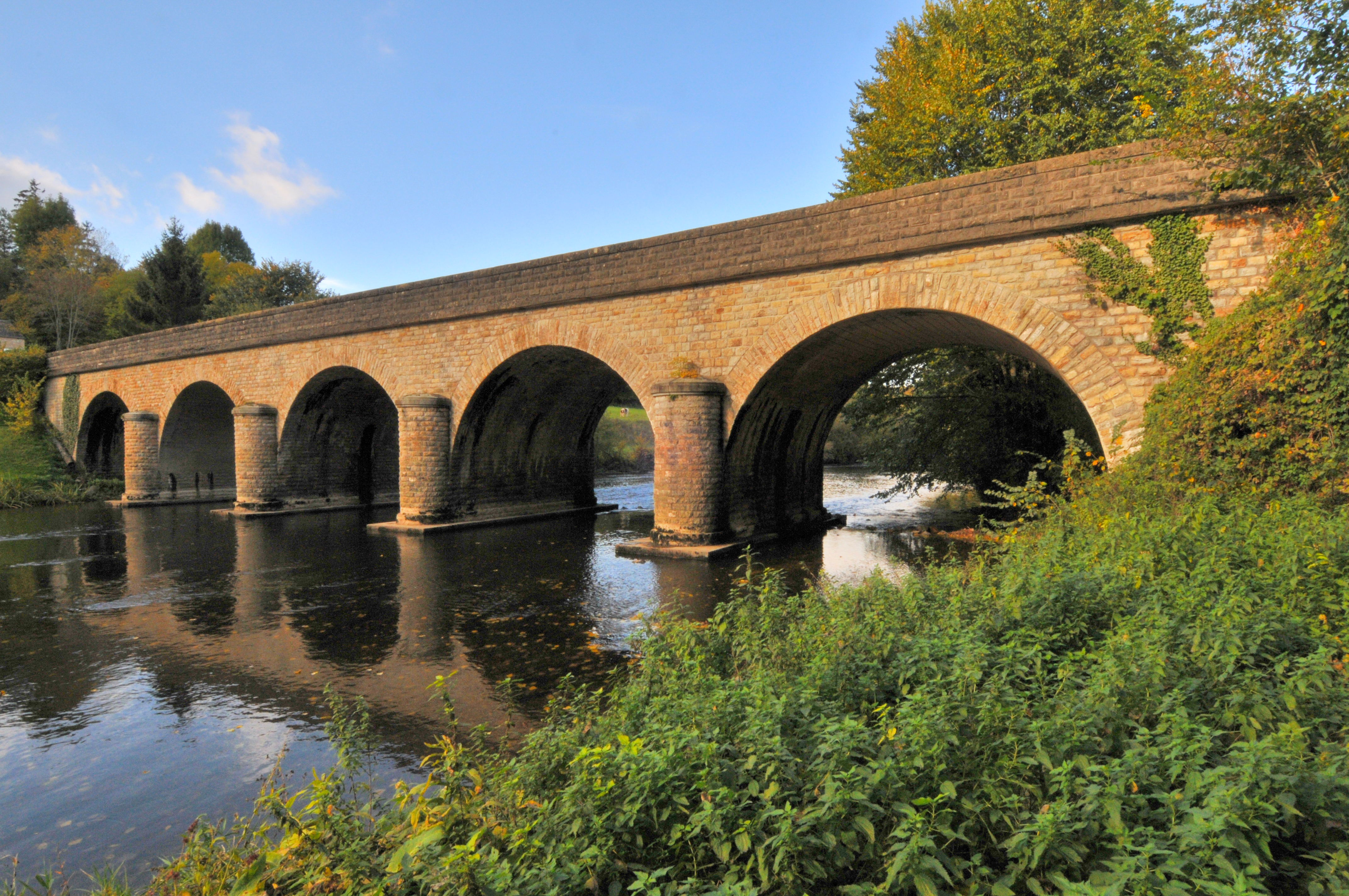
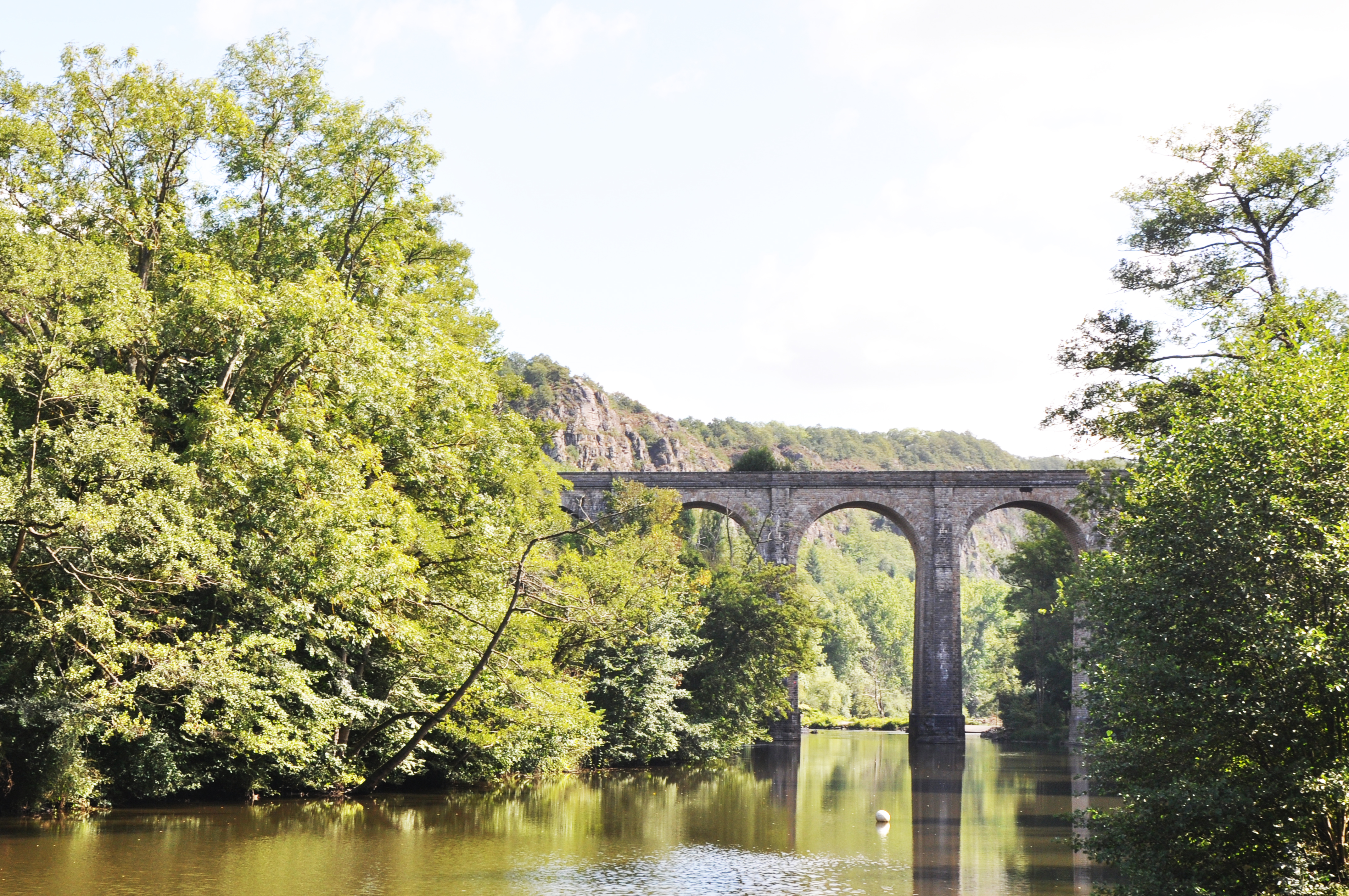
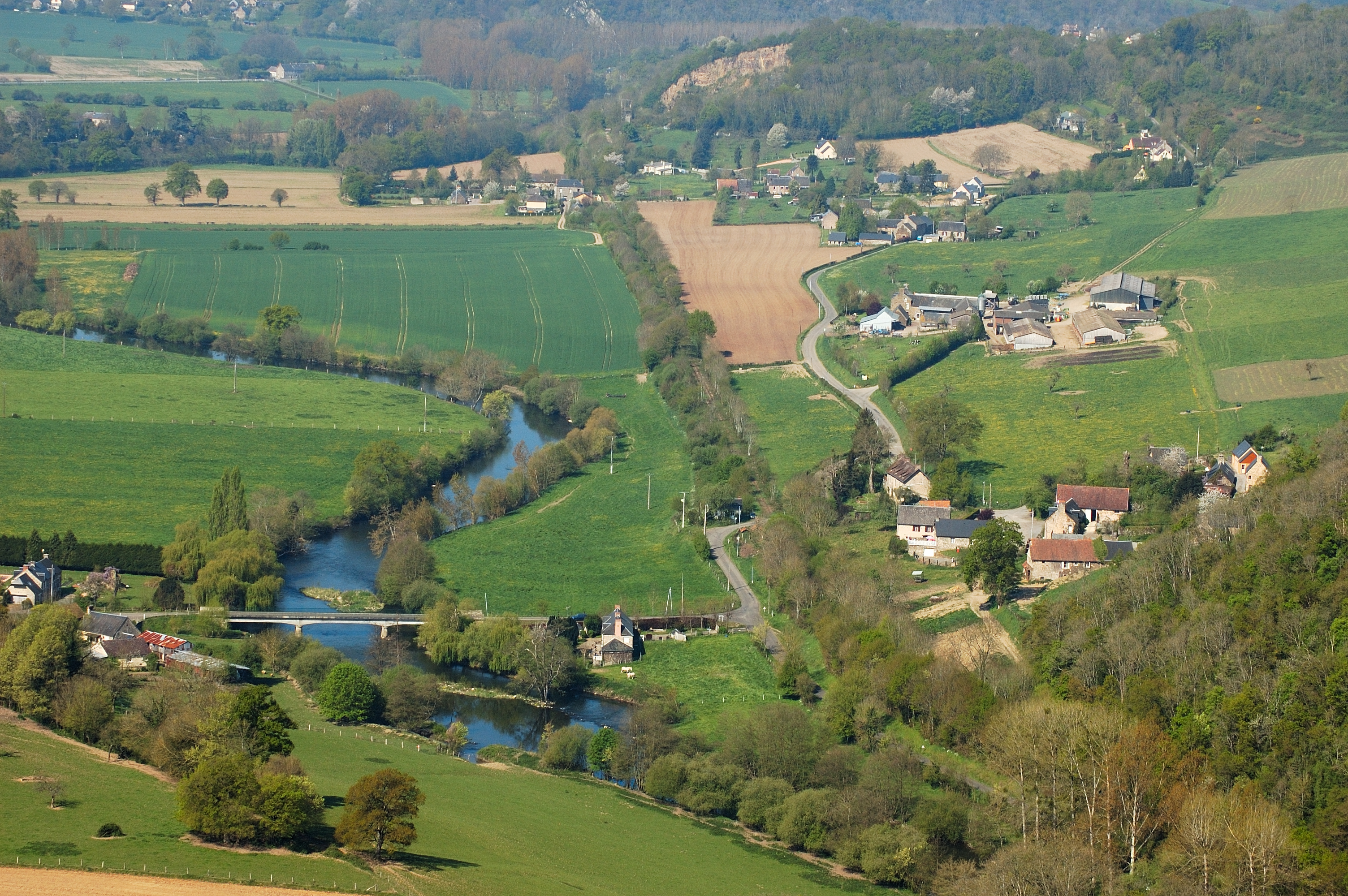
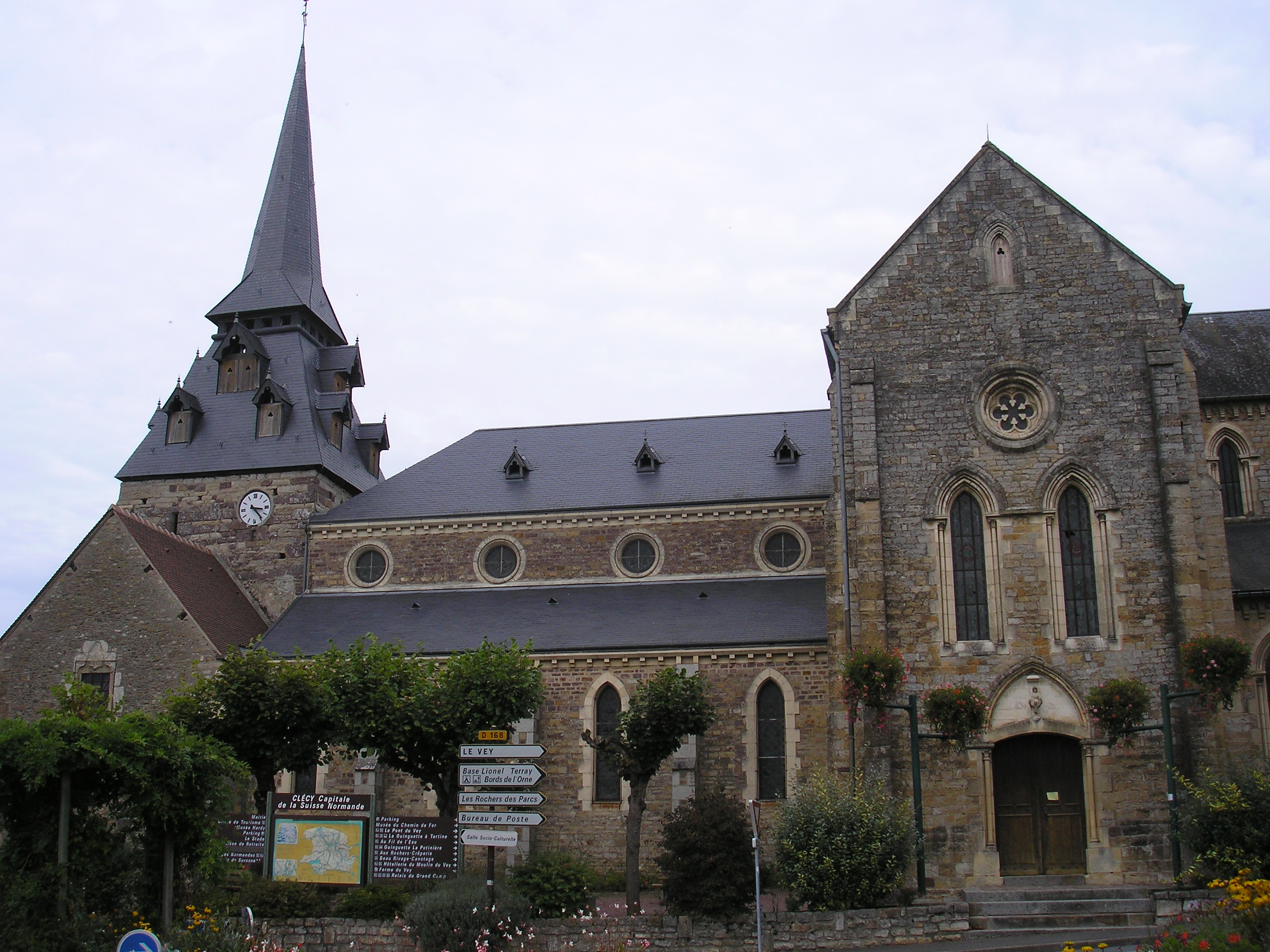
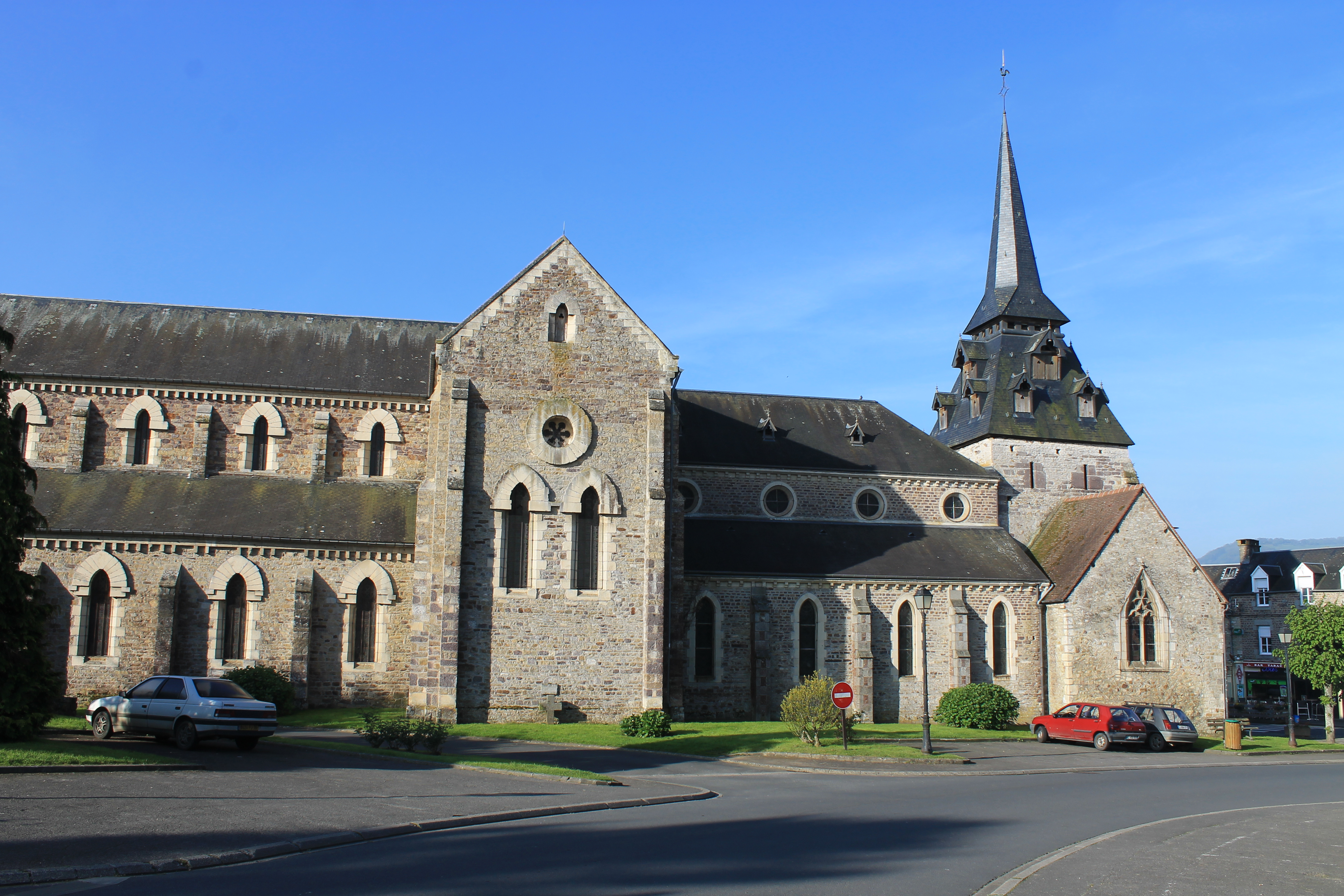
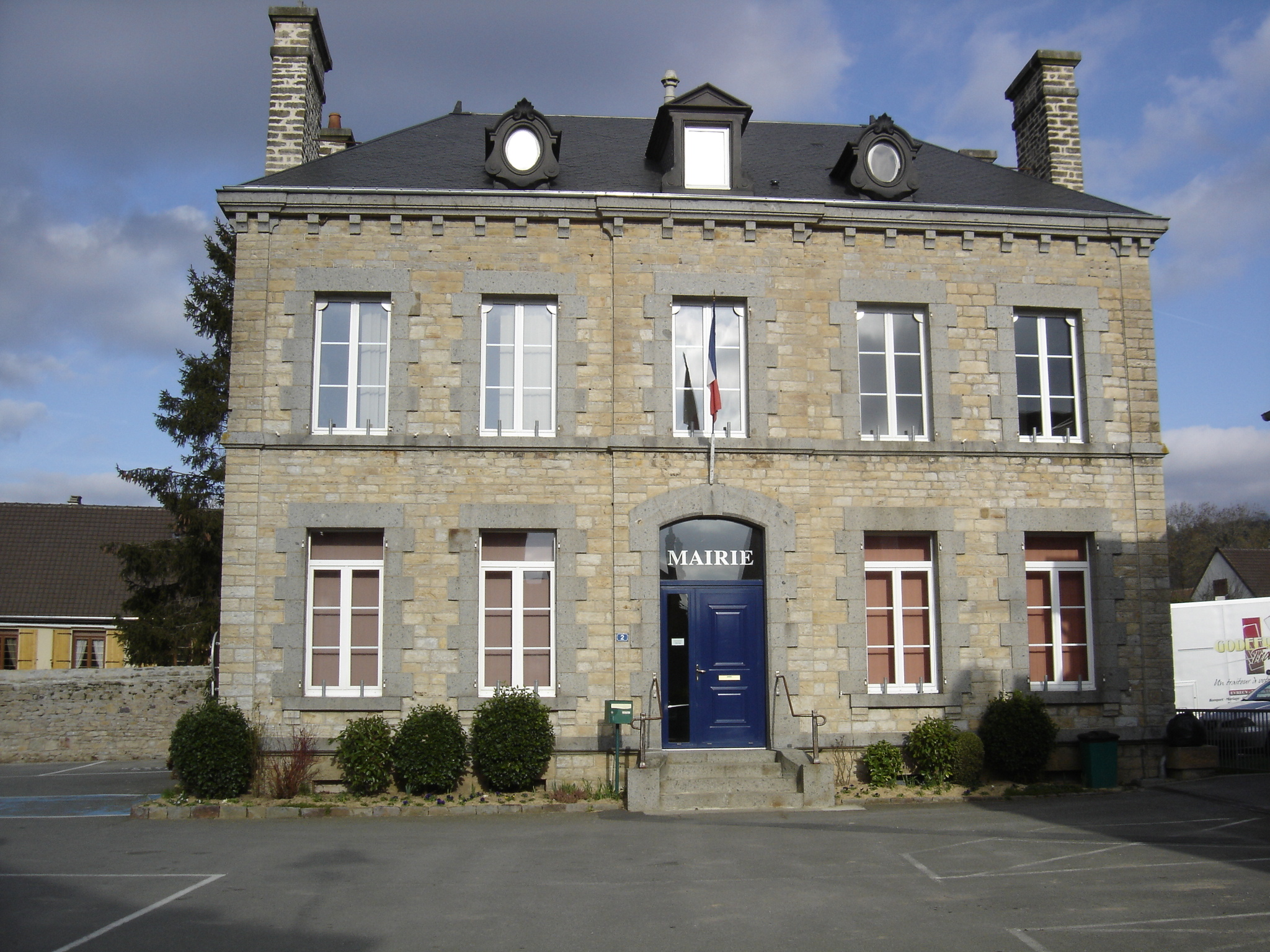
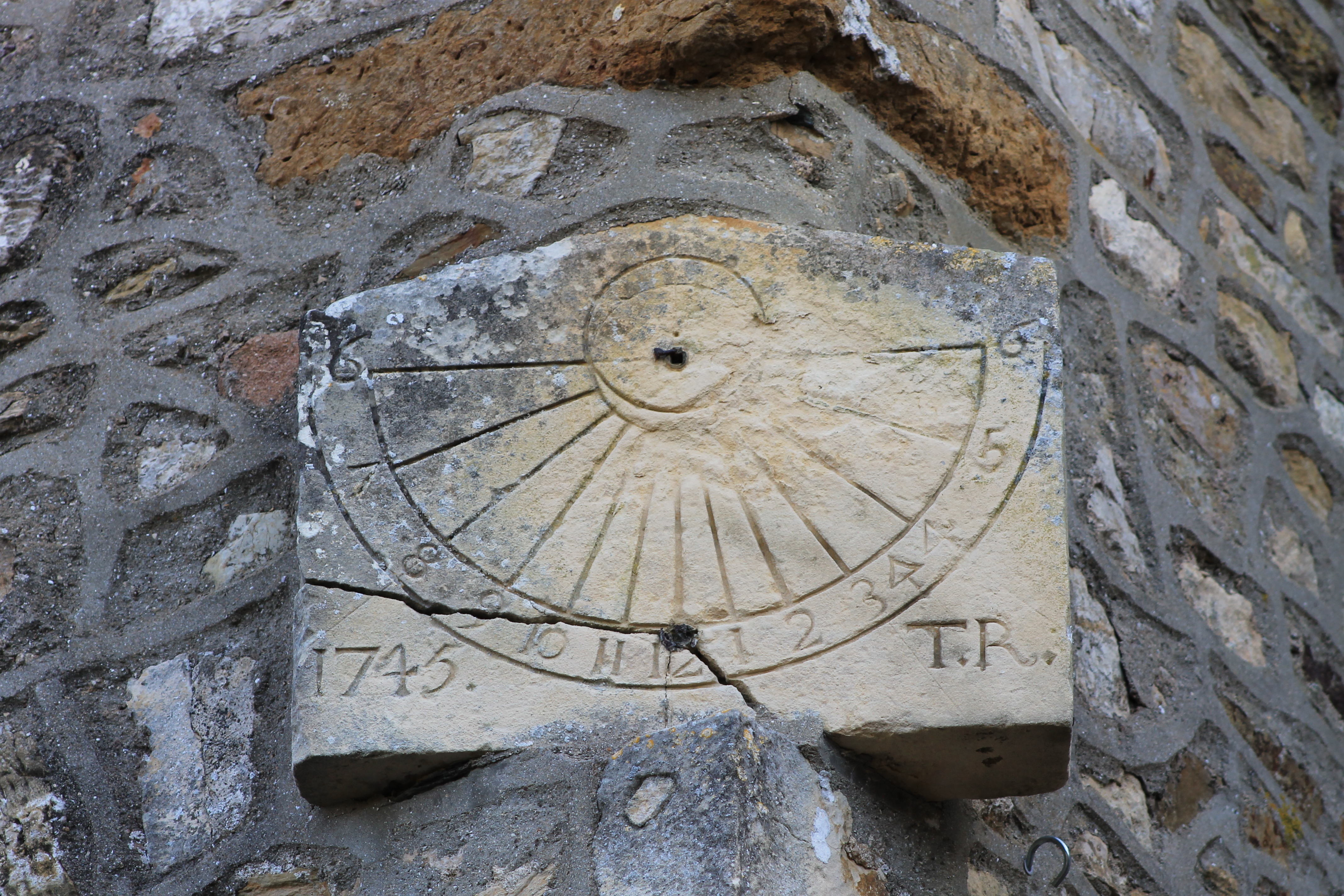
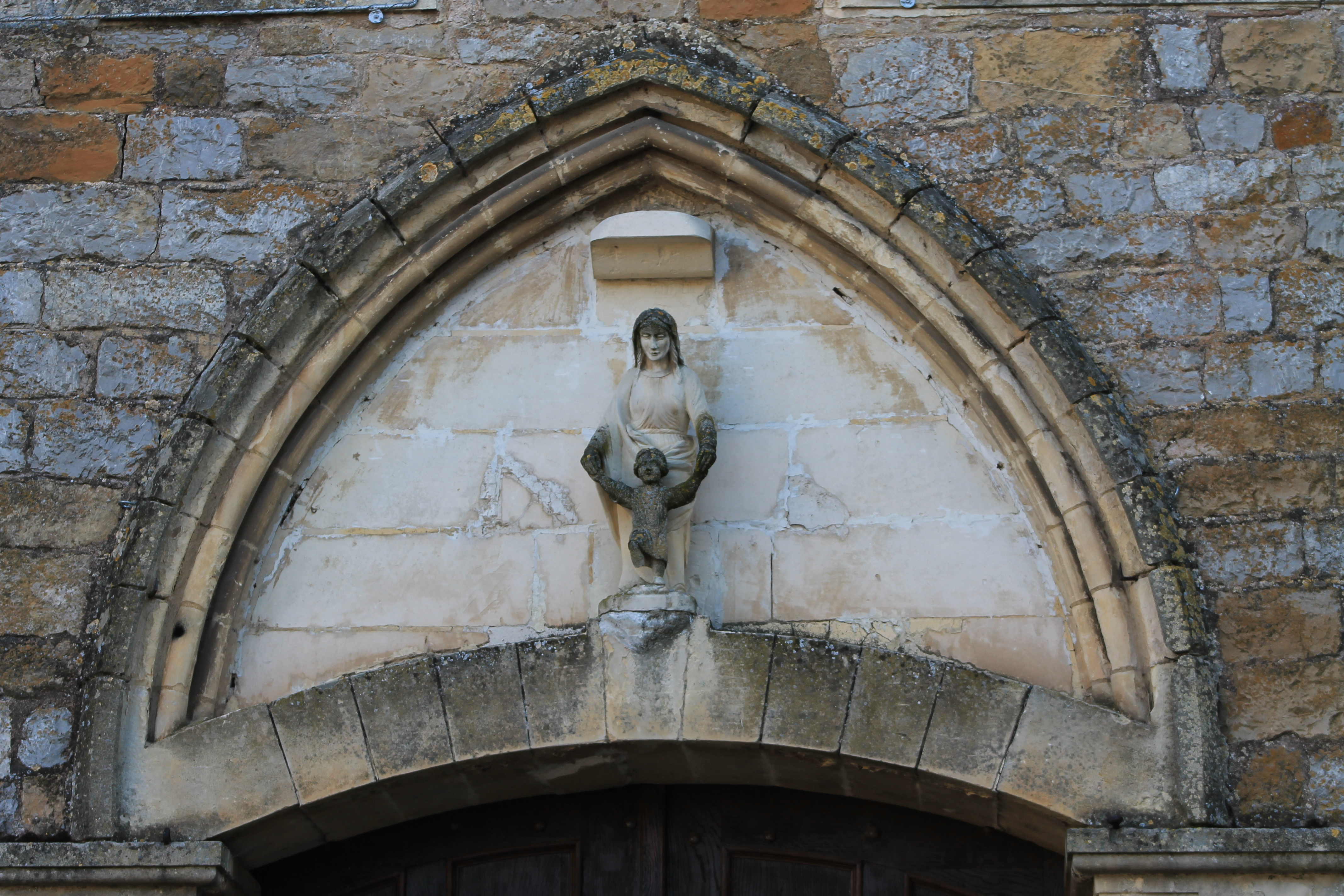